# Liste sozialistischer Staaten

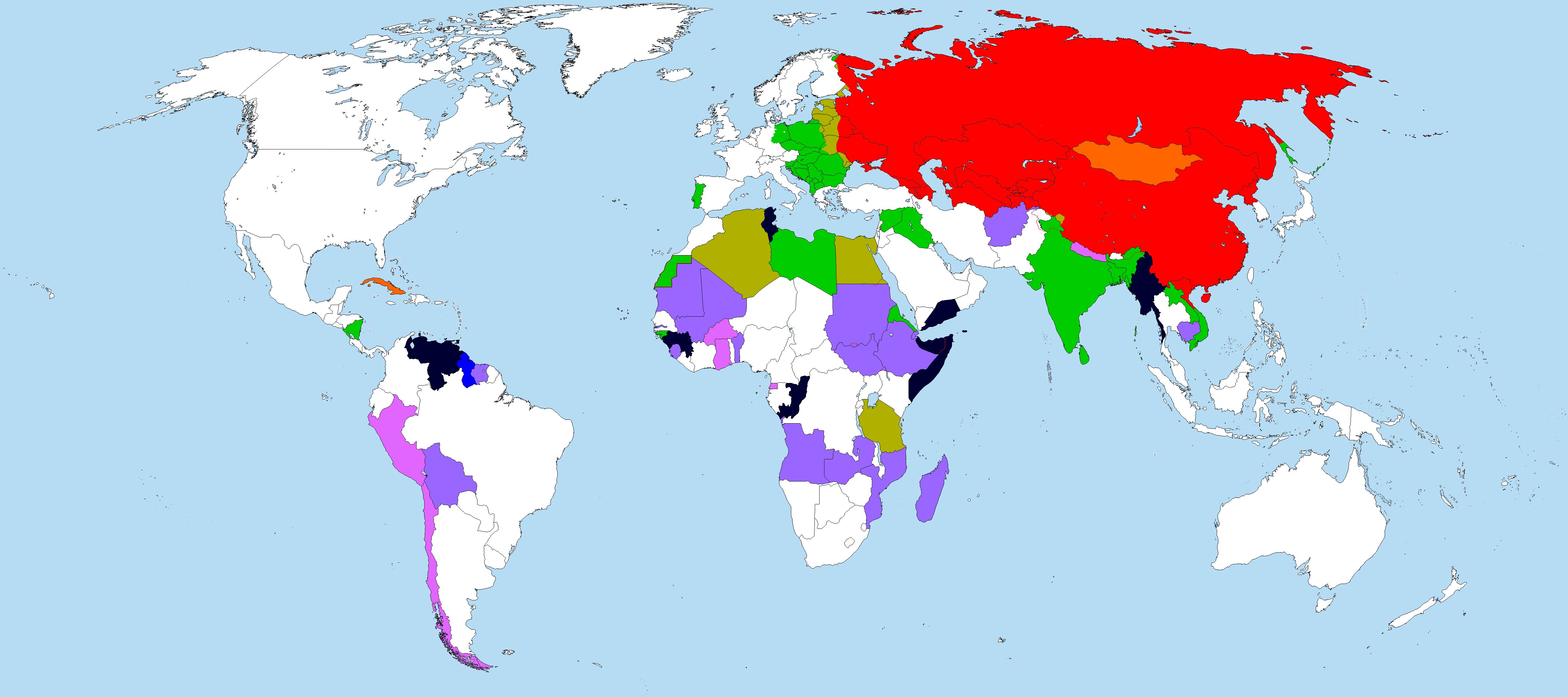
Diese Weltkarte zeigt alle Staaten, die sich im Laufe ihrer Geschichte als sozialistisch bezeichneten. Die Farben geben die jeweilige Dauer der sozialistischen Periode an:
über 70 Jahre
60–70 Jahre
50–60 Jahre
40–50 Jahre
30–40 Jahre
20–30 Jahre
10–20 Jahre
Unter 10 Jahren

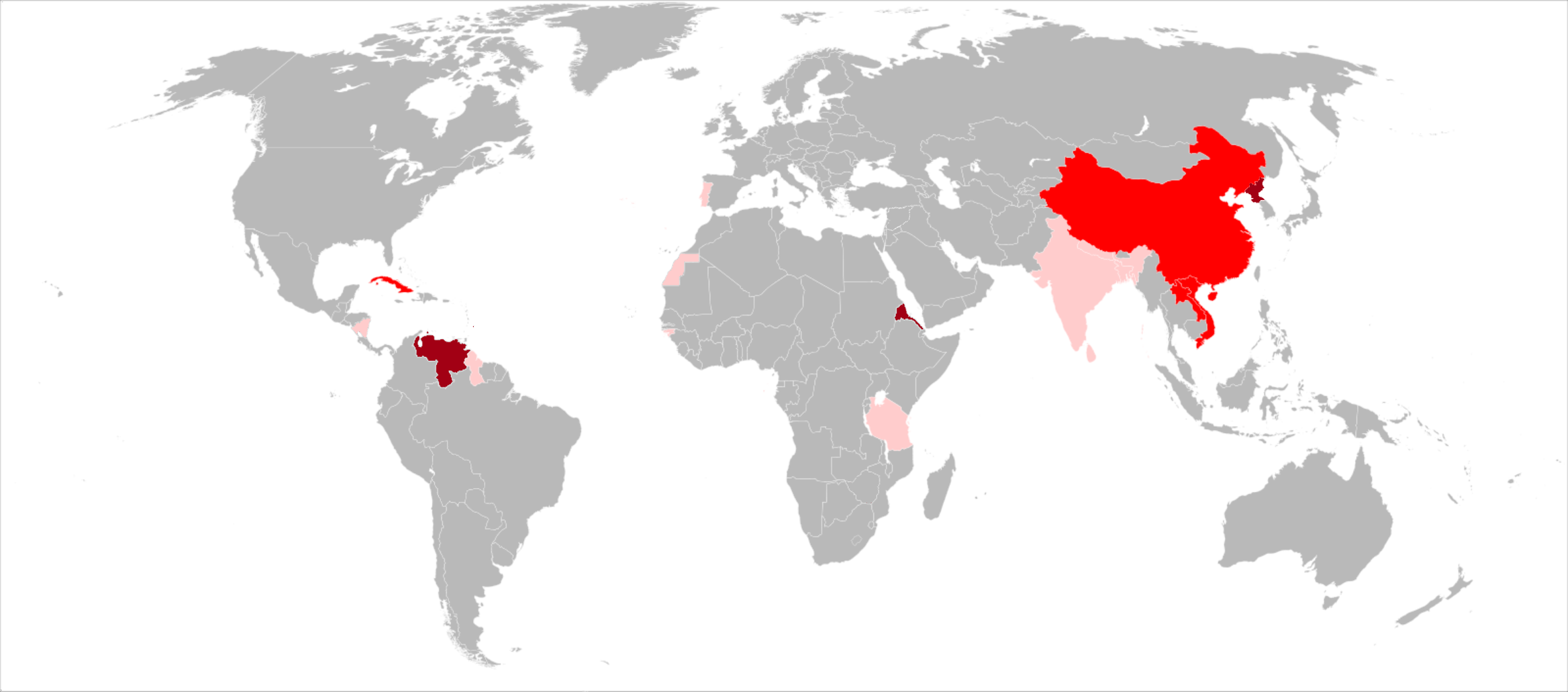
Aktuell (nach 2025):
Staaten, die sich als marxistisch-leninistisch bezeichnen
Staaten mit Bezug zum Sozialismus in ihrer Verfassung
Staaten ohne Bezug zum Marxismus-Leninismus

Die Liste sozialistischer Staaten führt gegenwärtige und historische souveräne Staaten auf, die in der wissenschaftlichen Literatur als sozialistisch eingestuft werden. Charakteristika für viele dieser Staaten sind eine Einparteienherrschaft einer kommunistischen beziehungsweise sozialistischen Partei, die Verstaatlichung der wichtigsten Produktionsmittel sowie eine sozialistische Staatsideologie, die in der Regel auf der Grundlage des Marxismus-Leninismus beruht. Das Wirtschaftssystem ist durch Planwirtschaft oder deutliche planwirtschaftliche Elemente gekennzeichnet. Das Selbstverständnis als sozialistischer Staat schlägt sich meist in einem Bekenntnis zum Sozialismus an zentraler Stelle in der Verfassung nieder. Als Fremd- und Selbstbezeichnung dieser Staaten dient häufig der Begriff Realsozialismus.
In der Zeit des Kalten Krieges gingen viele sozialistische Staaten eine enge Bindung zur Sowjetunion ein, doch war das Verhältnis zur UdSSR insgesamt sehr unterschiedlich ausgeprägt. Die meisten osteuropäischen Staaten hatten den Charakter von Satellitenstaaten der Sowjetunion. Dagegen vertraten zumindest zeitweise zum Beispiel die Sozialistische Föderative Republik Jugoslawien unter Tito, Indien unter Nehru, Ägypten unter Nasser, die jeweils eigene Modelle des Sozialismus verkörperten, die Außenpolitik der Blockfreiheit, was allerdings nicht als Neutralität in der Systemkonkurrenz zwischen Sozialismus und Kapitalismus zu verstehen ist. Seit dem chinesisch-sowjetischen Zerwürfnis rivalisierte das spätmaoistische China mit der UdSSR um den Einfluss auf die sozialistischen Staaten.

## Europa
Die europäischen sozialistischen Staaten schlossen sich 1949 beziehungsweise 1955 überwiegend im Rat für gegenseitige Wirtschaftshilfe (Comecon) und im Militärbündnis des Warschauer Pakts zusammen, die beide unter der Hegemonie der Sowjetunion standen. Auf politischer Ebene wurde die sowjetisch indoktrinierte Staatengruppe unter anderem durch das 1947 gegründete Kommunistische Informationsbüro (Kominform) zusammengehalten. Eigene Wege beschritten Jugoslawien, Albanien und auch im begrenzten Rahmen Rumänien. Nach 1989 wandelten sich alle sozialistischen Staaten in marktwirtschaftliche Systeme um.
Im Sprachgebrauch der DDR wurde zwischen den „sozialistischen Bruderländern“ und dem „nichtsozialistischen Ausland“ unterschieden.
|                                                | Staat                                                                               | Ideologie, Entwicklung | Existenzdauer |
| ---------------------------------------------- | ----------------------------------------------------------------------------------- | --- | ------------- |
| Albanien 1946                                  | Sozialistische Volksrepublik Albanien                                               | Titoismus (1944–1948) Stalinismus (1948–1968) Maoismus (1968–1978) „Albanischer Sozialismus“ (Neostalinismus/Hoxhaismus; bis 1990/91)                                                 | 1943–1990     |
| Bulgarien 1971                                 | Volksrepublik Bulgarien                                                             | Marxismus-Leninismus Stalinismus (1944–1956) | 1944–1990     |
| Deutschland Demokratische Republik 1949        | Deutsche Demokratische Republik                                                     | Marxismus-Leninismus (bis 1989) Demokratischer Sozialismus (Erste freie Wahlen; 1990)                                                                                                 | 1949–1990     |
| Jugoslawien Sozialistische Föderative Republik | Föderative Volksrepublik Jugoslawien Sozialistische Föderative Republik Jugoslawien | Stalinismus (1945–1948) Titoismus (ab 1948) | 1945–1992     |
| Polen 1980                                     | Volksrepublik Polen                                                                 | Marxismus-Leninismus (1944/52–1989) Stalinismus (Bierutismus; 1944–1956) | 1944/52–1989  |
|                                                | Volksrepublik Rumänien Sozialistische Republik Rumänien                             | Stalinismus/Marxismus-Leninismus (1948–1965) Neostalinismus (bis 1990) | 1948–1990     |
| Sowjetunion                                    | Union der Sozialistischen Sowjetrepubliken                                          | Leninismus (1917–1924) Marxismus-Leninismus (1924–1991) Stalinismus (1927–1953) Neostalinismus (Breschnewismus) (1964–1982 und 1984–1985) Reformkommunismus (1982–1984 und 1985–1991) | 1922–1991     |
| Tschechoslowakei                               | Tschechoslowakische Republik Tschechoslowakische Sozialistische Republik            | Marxismus-Leninismus Stalinismus (1948–1968) Reformkommunismus (Prager Frühling; 1968)                                                                                                | 1948–1990     |
| Ungarn 1957                                    | Volksrepublik Ungarn                                                                | Marxismus-Leninismus Stalinismus (1949–1953/1956) („Gulaschkommunismus“ 1956–1989) Demokratischer Sozialismus (1953–1955/1956)                                                        | 1949–1989     |

## Afrika
Die dekolonisierten Länder Afrikas neigten in den frühen 1960er Jahren fast geschlossen der Bewegung der Blockfreien Staaten zu, gleichzeitig bekannten sich fast alle Regenten in differenzierter Programmatik zum Sozialismus. Allerdings grenzten sich die meisten frühen Verfechter eines Afrikanischen Sozialismus vom Marxismus-Leninismus ab und beriefen sich nicht unbedingt direkt auf Karl Marx. Teilweise beeinflusste der christliche Sozialismus den afrikanischen Sozialismus.
Ab Mitte der 1960er Jahre schwand die Theorie eines eigenen afrikanischen Sozialismus allmählich, gleichzeitig wuchs die sowjetische Einflussnahme. Die beiden sozialistischen Großmächte UdSSR und Volksrepublik China konkurrierten um Einfluss in Afrika durch Investitionen in das Militär und durch Entwicklungshilfe. In Äthiopien, Angola und Mosambik kam es ab 1975 zu Bürgerkriegen, die zeitweise den Charakter von Stellvertreterkriegen zwischen dem Ostblock und den Westmächten annahmen. Dabei unterstützten die UdSSR und China teilweise unterschiedliche Gruppierungen. Im angolanischen und im äthiopischen Bürgerkrieg engagierte sich auch Kuba militärisch.
Die Anziehungskraft des Ostblocks schwand, als der Rat für gegenseitige Wirtschaftshilfe Mosambik 1981 die Aufnahme verweigerte, da dies eine zu große finanzielle Belastung bedeutet hätte. Als Michail Gorbatschow 1985 Generalsekretär des ZK der KPdSU wurde, kündigte er zudem an, die wirtschaftliche Hilfe und das militärische Engagement in Afrika zu reduzieren. Mit dem Ende des Staatssozialismus ab 1989 verloren die vormals sozialistischen Staaten in Afrika fast vollständig die frühere Art und Weise dieser Unterstützung.
|  | Staat                                                                                       | Ideologie, Entwicklung | Existenzzeit   |
|  | ------------------------------------------------------------------------------------------- | --- | -------------- |
|  | Republik Ägypten                                                                            | 1952 Landreform; ab 1955 Bewegung der blockfreien Staaten, Zusammenarbeit mit Jugoslawien und Indien, Anerkennung der VR China; 1956 Verstaatlichung des Sues-Kanals; Planwirtschaft ab 1960, Verstaatlichung der Großbanken und des größten Teils des modernen Sektors der Wirtschaft; 1962 beschließt der Nationalkongress der Volkskräfte die „totale Revolution“ mit dem Ziel einer kooperativen sozialistischen Gesellschaft, jedoch Festhalten an Privatbesitz; seit 1964 per Verfassung „demokratischer sozialistischer Staat“ (Arabischer Sozialismus, „Nasserismus“), Islam ist Staatsreligion, die Arabische Sozialistische Union ist die einzige politische Organisation, verstärkte Sowjetische Hilfe; 1971 Freundschaftsvertrag mit der UdSSR; 1972 Ausweisung der sowjetischen Militärberater, 1976 Widerruf des Freundschaftsvertrags mit der Sowjetunion, ab 1981 Annäherung an die USA, 1989 Rückkehr in die Arabische Liga, Westbindung, 2011 Sturz Husni Mubaraks | 1952–1981/2011 |
|  | Republik Äquatorialguinea                                                                   | Afrikanischer Sozialismus; Nach dem Verfassungsreferendum von 1973 wird die teils-sozialistische Partido Único Nacional de los Trabajadores zur einzigen zugelassenen Partei. | 1970–1979      |
|  | Demokratische Volksrepublik Algerien                                                        | FLN seit 1963 einzig zugelassene politische Organisation; ab 1963 Selbstverwaltung der Betriebe und des verstaatlichten Bodens (Staatsfarmen) durch Arbeiterkomitees; 1966 Verstaatlichung ausländischer Bergwerksgesellschaften, 1971 wichtiger Erdölanlagen und aller Ölleitungen; Planwirtschaft ab 1970 | seit 1963      |
|  | Volksrepublik Angola                                                                        | 1974 Ausrufung der Volksrepublik Angola; 1976 setzt sich die von Kuba und der UdSSR unterstützte MPLA gegen die FNLA und die UNITA durch und wird Einheitspartei; 1975–2002 Bürgerkrieg; 1989–1991 Abzug der kubanischen Truppen; FNLA weiterhin Regierungspartei | 1974–1992      |
|  | Derg (Provisorischer Militärverwaltungsrat Äthiopien) Demokratische Volksrepublik Äthiopien | Stalinismus, 1975 Verstaatlichung in- und ausländischer Industrieunternehmen durch das Derg-Militäregime, Bodenreform mit Bildung von Genossenschaften; 1978 Freundschaftsvertrag mit der UdSSR; 1987 Ausrufung der Demokratischen Volksrepublik Äthiopien; 1974–1991 Bürgerkrieg; 1990 Abkehr vom Sozialismus | 1974–1990      |
|  | Volksrepublik Benin                                                                         | 1974 Ausrufung eines „marxistisch-leninistischen Staates“, 1975 Volksrepublik; zahlreiche Verstaatlichungen; 1975–1989 war die kommunistische Volksrevolutionäre Partei Benins Einheitspartei; 1989 Abkehr vom Marxismus-Leninismus | 1974–1989      |
|  | Obervolta Burkina Faso                                                                      | Sankarismus; 1983 Militärputsch Thomas Sankaras, zahlreiche Verstaatlichungen, Einrichtung der „Komitees zur Verteidigung der Revolution“, Etablierung eines demokratischen Sozialismus. 1987 Sturz Sankaras durch Blaise Compaoré und Abkehr vom Sozialismus | 1983–1987      |
|  | Republik Burundi                                                                            | 1966 Militärputsch Michel Micomberos, Etablierung eines afrikanischen Sozialismus, 1976 Sturz Micomberos durch Jean-Baptiste Bagaza | 1966–1976      |
|  | Staat Eritrea                                                                               | Eritreische Interpretation des Sozialismus; Afrikanischer Sozialismus | seit 1993      |
|  | Republik Ghana                                                                              | 1957 Unabhängigkeit von Großbritannien, ab 1960er Anlehnung an die Sowjetunion und Umstellung der Wirtschaft nach realsozialistischem Muster, Kollektivierung der Landwirtschaft, Militärputsch 1966 | 1957–1966      |
|  | Revolutionäre Volksrepublik Guinea                                                          | Afrikanischer Sozialismus; 1958 Unabhängigkeit von Frankreich, Bruch mit Frankreich und Anlehnung an die Sowjetunion, Etablierung eines Einparteiensystems unter der Führung Ahmed Sékou Tourés und seiner Partei die Demokratische Partei Guineas (PDG), 1984 Tod Tourés und Abkehr vom Sozialismus | 1978–1984      |
|  | Republik Guinea-Bissau                                                                      | 1974 Unabhängigkeit von Portugal und Etablierung eines Einparteienstaates unter der Führung der sozialistischen PAIGC, Anlehnung an die Sowjetunion und der VR China, 1980 Militärputsch, 1984 Umwandlung in Präsidialrepublik, ab 1989 schrittweise Abkehr von einem sozialistischen Wirtschafts- und Einparteiensystem, 1991 Einführung des Mehrparteiensystems | 1974–1991      |
|  | Republik Kap Verde                                                                          | 1974 Unabhängigkeit von Portugal in Union mit Guinea-Bissau, Etablierung eines Einparteienstaates unter der Führung der sozialistischen PAIGC, sozialistisch orientierte Wirtschaftspolitik, 1980 Ende der Union mit Guinea-Bissau und Umbenennung der PAIGC in PAICV, Mitglied der Bewegung der Blockfreien Staaten, 1991 Einführung des Mehrparteiensystems | 1974–1991      |
|  | Volksrepublik Kongo                                                                         | 1970 Ausrufung der Volksrepublik Kongo, Einheitspartei ist die Parti Congolais du Travail, die sich auf den Marxismus-Leninismus festlegt; 1974 Verstaatlichung der meisten Ölgesellschaften und Versicherungen; 1981 trotz Freundschaftsvertrags mit der Sowjetunion leichte Öffnung zum Westen; 1990 Einführung des Mehrparteiensystems; 1991 Umbenennung in Republik Kongo | 1969–1991      |
|  | Arabische Republik Libyen Sozialistische Libysch-Arabische Volks-Dschamahirija              | 1969 Revolution und Ausrufung der Arabischen Republik Libyen sowie Verstaatlichung der meisten Ölgesellschaften, Banken und Versicherungen; 1973 Verstaatlichung der restlichen Ölgesellschaften; 1977 Ausrufung der Sozialistischen Libysch-Arabischen Volks-Dschamahirija; ab 2004 Privatisierungswelle; 2011 Bürgerkrieg und Ende der Dschamahirija | 1969–2011      |
|  | Demokratische Republik Madagaskar                                                           | 1973 Verstaatlichungen von Banken, Versicherungen und Unternehmen, 1975 Annahme einer sozialistischen Verfassung, Annäherung an die sozialistischen Länder des Ostens und der VR China, enge Kooperation mit Nordkorea, 1985–2009 auch vorsichtige Öffnung zum Westen und beschränkte Liberalisierung, 1992 Beginn der Dritten Republik | 1973–1992      |
|  | Republik Mali                                                                               | 1960 Erlangung der Unabhängigkeit von Frankreich und Aufbau einer sozialistischen Gesellschaft, Kollektivierung der Landwirtschaft und Industrialisierung mit Staatsbetrieben, enge Zusammenarbeit mit Ghana und Guinea, Anlehnung an die Staaten des Ostblocks und Asiens, aber auch Abkommen mit Westeuropa, 1966 wieder Kooperation mit Frankreich, 1968 Militärputsch, Abkehr vom Sozialismus und Westbindung | 1960–1968      |
|  | Volksrepublik Mosambik                                                                      | 1975 Unabhängigkeit der Volksrepublik Moçambique, Verstaatlichung des Gesundheits- und Erziehungswesens, später Errichtung von Kollektivfarmen; die marxistisch ausgerichtete FRELIMO ist seit jeher führende Partei; 1977–1992 Bürgerkrieg; 1980 begrenzte Reprivatisierungen; 1989 gibt die FRELIMO die marxistische Ausrichtung zugunsten einer allgemein sozialistischen auf; 1990 Einführung des Mehrparteiensystems | 1975–1990      |
|  | Republik Sambia                                                                             | Afrikanischer Sozialismus; 1964 Unabhängigkeit von Großbritannien, 1967 Etablierung des so genannten „Sambischen Humanismus“ als Staatsideologie, in der eine sozialistische Entwicklung des Landes angestrebt wird, 1973 Einführung des Einparteiensystems, 1991 Abkehr vom Einparteiensystem und Afrikanischen Sozialismus | 1967–1991      |
|  | Volksrepublik Sansibar und Pemba                                                            | Afrikanischer Sozialismus | 1964           |
|  | Republik Seychellen                                                                         | 1976 Erlangung der Unabhängigkeit von Großbritannien, 1977 Putsch France-Albert Renés und Errichtung eines sozialistischen Einparteienstaats nach tansanischem Modell, 1979 neue Verfassung mit der Seychelles People’s Progressive Front (SPPF) als alleinige Staatspartei, 1984 Zusammenschluss mit Mauritius und Madagaskar zur Indian Ocean Commission (IOC), ab 1989 schrittweise Liberalisierung, 1991 Wiederherstellung des Mehrparteiensystems | 1977–1991      |
|  | Demokratische Republik São Tomé und Príncipe                                                | 1975 Erlangung der Unabhängigkeit von Portugal, Schaffung eines Einparteiensystems unter der sozialistisch orientierten Movimento de Libertação de São Tomé e Príncipe (MLSTP), Verstaatlichung der Plantagen, Verschlechterung der wirtschaftlichen Lage durch Abwanderung der Europäer, 1980er Reihe fehlgeschlagener Putsche, 1990 neue Verfassung und Übergang zum Mehrparteiensystem | 1975–1990      |
|  | Republik Senegal                                                                            | Afrikanischer Sozialismus | 1960–1980      |
|  | Somalische Demokratische Republik                                                           | 1969 Ausrufung der Somalischen Demokratischen Republik; 1970 Verstaatlichung ausländischen Eigentums, Annäherung an die Sowjetunion und an die arabischen Staaten; 1974 Vereinbarung über militärische Zusammenarbeit mit der UdSSR; 1976–1991 SRSP Einheitspartei; 1977 Bruch mit der Sowjetunion, Ogadenkrieg | 1969–1991      |
|  | Demokratische Republik Sudan                                                                | Arabischer Sozialismus; 1969 Militärputsch durch Dschafar Muhammad an-Numairi, Etablierung eines sozialistischen Einparteienstaates unter der Führung der Sudanesischen Sozialistischen Union (SSU), Verstaatlichung aller Banken und Unternehmen, Anlehnung an die Sowjetunion, 1971 Putschversuch linker Kräfte, dadurch Verschlechterung der Beziehungen zur Sowjetunion, 1972 Annäherung an die USA und an die Bundesrepublik Deutschland, 1973 Annahme einer neuen Verfassung mit der SSU als Staatspartei und dem Islam als Staatsreligion, 1976 Beendigung der Kooperation mit Libyen, Beistandsabkommen mit Ägypten, Radikale Islamisierung und 1983 Einführung der Scharia im ganzen Land, 1985 Sturz An-Numairis durch Militärputsch, Erneute Annäherung an die Sowjetunion und Libyen, diplomatische Beziehungen mit dem Iran, 1989 islamistische Diktatur Umar al-Baschirs                                                                                               | 1969–1983/89   |
|  | Vereinigte Republik Tansania                                                                | Ujamaa; seit 1977 stellt die Verfassung die Einheitspartei CCM über Parlament und Regierung; 1987–1988 Teilnahme am Bürgerkrieg in Mosambik gegen die RENAMO; 1992 Einführung des Mehrparteiensystems | 1964/77–1992   |
|  | Tunesische Republik                                                                         | Arabischer Sozialismus; 1963 Umwandlung Tunesiens in einen sozialistischen Einparteienstaat unter der Führung der Sozialistischen Destur-Partei, Verstaatlichungen der tunesischen Wirtschaft, 1969 Sturz Ahmed Ben Salahs und Abkehr vom Sozialismus | 1963–1969      |
|  | Republik Uganda                                                                             | Afrikanischer Sozialismus; 1966 Putsch Milton Obotes und Ausrufung eines Einparteienstaates, 1967 neue sozialistische Verfassung, Abschaffung des Feudalismus, Verstaatlichung einiger Finanz-, Handels- und Industrieunternehmen, 1971 Militärputsch Idi Amins und Abkehr vom Sozialismus | 1966–1971      |

## Amerika
|  | Staat                                        | Ideologie, Entwicklung | Existenzzeit         |
|  | -------------------------------------------- | --- | -------------------- |
|  | Sozialistische Republik Chile Republik Chile | 1932 Militärputsch linker Offiziere und Ausrufung der Sozialistischen Republik Chile, nach 12 Tagen nationalistischer Gegenputsch Demokratischer Sozialismus; 1970 Wahl des Marxisten Salvador Allende zum Präsidenten, Verstaatlichung der Schlüsselindustrien und Enteignung ausländischer Kapitalgesellschaften, Bodenreformen, 1973 Militärputsch Augusto Pinochets mit Unterstützung der CIA                             | 1932 1970–1973       |
|  | Kooperative Republik Guyana                  | gemäßigter Sozialismus; 1970 kam der linksgerichtete People’s National Congress an die Macht, Verstaatlichungen der Schlüsselindustrien und Reduzierung des privaten Sektors, Anlehnung an die UdSSR, Kuba, Nordkorea und die sozialistischen Staaten Afrikas, 1989 Liberalisierung der Wirtschaft und Abkehr vom Sozialismus; konstitutioneller Sozialismus seit 1980                                                        | 1970–1989/heute      |
|  | Staat Grenada                                | Demokratischer Sozialismus; 1979 Putsch Maurice Bishops und des sozialistischen New Jewel Movement, Kooperations- und Militärabkommen mit Kuba und der Sowjetunion, sozialistische Reformen, 1983 Sturz Bishops und US-Invasion | 1979–1983            |
|  | Jamaika                                      | Demokratischer Sozialismus | 1972–1980            |
|  | Republik Kuba                                | 1959 Revolution sowie Land- und Agrarreform; 1960 Verstaatlichung der Ölraffinerien; 1961 Ausrufung der Sozialistischen Republik sowie entschädigungslose Enteignung ausländisches Eigentums; 1972 RGW-Beitritt; 1976 Annahme der marxistisch-leninistischen Verfassung und Durchsetzung der Planwirtschaft | seit 1959            |
|  | Republik Nicaragua                           | gemäßigter Sozialismus; 1979 Sturz Anastasio Somoza Debayle durch die sozialistische Frente Sandinista de Liberación Nacional (FSLN), Aufbau eines Demokratischen Sozialismus: Landreformen, Alphabetisierungskampagnen und Schaffung eines nationalen Gesundheitswesens, 1981 bis 1990 Contra-Krieg, 1991 Ende durch Niederlage bei Parlamentswahlen 2007 Rückkehr Daniel Ortegas, Eigenbezeichnung Christlicher Sozialismus | 1979–1991; seit 2007 |
|  | Republik Peru                                | gemäßigter Sozialismus; 1968 Putsch linksgerichteter Militärs um Juan Velasco Alvarado, Verstaatlichungen von Betrieben und Banken, Landreformen, finanzielle und wirtschaftliche Unterstützung durch die UdSSR, 1975 Sturz Alvarados durch konservative Militärs | 1968–1975            |
|  | Republik Suriname                            | 1980 Militärputsch Dési Bouterses, 1981 Deklarierung Surinames als sozialistische Republik, 1990 Erneuter Militärputsch und Abkehr vom Sozialismus | 1980–1990            |
|  | Bolivarische Republik Venezuela              | Bolivarischer Sozialismus | seit 1999            |
|  | Plurinationaler Staat Bolivien               | Bolivarischer Sozialismus; 2006 Wahl Evo Morales’ zum Präsidenten, in den darauffolgenden Jahren einige Verstaatlichungen, eine Landreform, 2019 Sturz Morales’ | 2006–2019            |

## Asien
Nachdem 1949 die VR China ausgerufen wurde, die sich unmittelbar mit der Sowjetunion verbündete, entstand mit der Mongolei sowie Nordkorea und Nordvietnam ein riesiger „eurasischer Ostblock“. Im Koreakrieg wurde 1950–1953 aus dem Kalten Krieg ein Stellvertreterkrieg. Dies wiederholte sich 1964–1975 im Vietnamkrieg und 1979–1989 im Sowjetisch-Afghanischen Krieg.
|  | Staat                                                          | Ideologie, Entwicklung | Existenzzeit   |
|  | -------------------------------------------------------------- | --- | -------------- |
|  | Republik Afghanistan Demokratische Republik Afghanistan        | gemäßigter Sozialismus (1973–1978 und 1987–1992) Marxismus-Leninismus (1978–1987) | 1973–1992      |
|  | Volksrepublik Bangladesch                                      | konstitutioneller Sozialismus; Bezug zu diesem in der Verfassung von 1971, real jedoch nicht existent | seit 1971      |
|  | Birmanische Union Sozialistische Föderative Republik Birma     | ab 1948 Aufbau eines Wohlfahrtsstaat nach buddhistischem und sozialistischem Vorbild, 1958 Übertragung der Macht an das Militär, 1962 Militärputsch Ne Wins und „Birmanischer Sozialismus“ | 1948–1988      |
|  | Volksrepublik China                                            | Maoismus (bis 1976) Dengismus (seit 1976), „Sozialismus chinesischer Prägung“ Xiismus (seit 2018) | seit 1949      |
|  | Republik Indien                                                | konstitutioneller Sozialismus | Seit 1976      |
|  | Republik Indonesien                                            | Indonesischer Sozialismus („Nasakom“) 1954 Auflösung der Union mit den Niederlanden, 1957 Etablierung eines „Indonesischen Sozialismus“ mit Sukarnos Prinzip „Nasakom“, das kommunistische, nationale und religiöse Elemente miteinander verbindet, 1957/58 Enteignung niederländischen Eigentums und Verstaatlichung der niederländischen Unternehmen, ab 1960er Agrarreformen, 1966 Sturz Sukarnos und Abkehr von Nasakom; Gründungsmitglied der Bewegung der Blockfreien Staaten | 1949–1966      |
|  | Republik Irak                                                  | Arabischer Sozialismus („Baathismus“); 1971 „volksdemokratisch-sozialistischer Einheitsstaat“, die Baath-Partei bildet mit der Kommunistischen Partei eine Nationale Front; ab 1972 Verstaatlichung des gesamten Erdölsektors; 1972 Freundschaftsvertrag mit der UdSSR, militärische und wirtschaftliche Unterstützung durch die Sowjetunion; ab 1978 Verschlechterung der Beziehungen zur Sowjetunion und Bruch der Baath-Partei mit der Kommunistischen Partei | 1971–2003      |
|  | Volksdemokratische Republik Jemen                              | 1967 Ausrufung der unabhängigen Volksrepublik Südjemen; 1969 kommt der radikale Flügel der Nationalen Befreiungsfront (NLF) an die Macht und treibt die Umgestaltung des Südjemen nach sozialistischem Modell voran, enge Zusammenarbeit mit der UdSSR, China, der DDR, Nordkorea und Kuba; 1970 neue Verfassung, Umbenennung in Demokratische Volksrepublik Jemen, Betonung des laizistischen Charakters des Staates; nach 1975 pro-sowjetische Ausrichtung und Schwinden des chinesischen Einflusses; Verstaatlichung ausländischer Banken, Versicherungen und Firmen; seit 1978 ist die Jemenitische Sozialistische Partei Einheitspartei; 1989 wirtschaftliche Liberalisierung und Einführung des Mehrparteiensystems; Vereinigung von Nord- und Südjemen zur Republik Jemen 1989 | 1967–1990      |
|  | Demokratisches Kampuchea Volksrepublik Kampuchea               | Maoismus (1975–1979) Marxismus-Leninismus (1979–1989) | 1975–1989      |
|  | Demokratische Volksrepublik Korea                              | Marxismus-Leninismus (bis 1977) Chuch’e-Ideologie (seit 1977) | seit 1948      |
|  | Demokratische Volksrepublik Laos                               | Marxismus-Leninismus | seit 1975      |
|  | Mongolische Volksrepublik                                      | Marxismus-Leninismus | 1921–1990/92   |
|  | Demokratische Bundesrepublik Nepal                             | konstitutioneller Sozialismus; Bezug zum Sozialismus in der Verfassung festgeschrieben, jedoch real nicht sozialistisch | seit 2015      |
|  | Islamische Republik Pakistan                                   | Islamischer Sozialismus; 1971 Übernahme des Präsidentenamts durch Zulfikar Ali Bhutto, Bodenreform, Verstaatlichung von Banken und Industriebetrieben, Schulen und Universitäten, 1973 neue Verfassung und Abkehr vom Präsidentiellen Regierungssystem, Bhutto wird daraufhin Premierminister, Fazal Elahi Chaudry neuer Präsident, 1977 Militärputsch Zia ul-Haqs und umfassende Islamisierung, 1979 Ermordung Bhuttos | 1971–1977      |
|  | Demokratische Sozialistische Republik Sri Lanka                | konstitutioneller Sozialismus | seit 1948      |
|  | Arabische Republik Syrien                                      | Arabischer Sozialismus („Baathismus“); die Arabische Sozialistische Baath-Partei wird in Konkurrenz zur Kommunistischen Partei in den 1950er Jahren stärkste politische Kraft; 1958–1961 Vereinigung mit Ägypten zur Vereinigten Arabischen Republik; Planwirtschaft seit 1961; ein Militärputsch bringt 1963 die Baath-Partei an die Macht, es folgen Landreform und umfangreiche Verstaatlichungen; 1966 Machtübernahme des radikalen linken Flügels der Baath-Partei nach einem Staatsstreich, die Umwandlung Syriens in eine sozialistische Gesellschaft wird vorangetrieben, verstärkte Zusammenarbeit mit der UdSSR; bis 1969 Verstaatlichung von etwa 20 % der landwirtschaftlich genutzten Fläche, aber nur zögernde Kollektivierung; Planwirtschaft ab 1961, Industrialisierung unter Führung des öffentlichen Sektors; Entwicklungshilfe fast ausschließlich durch Ostblockländer; eine neue Verfassung erklärt Syrien 1973 zum „demokratisch-sozialistischen souveränen Volksstaat“ 2012 wird der Bezug zum Sozialismus aus der Verfassung gestrichen, die Baath-Partei regiert jedoch bis zum Sturz Bashar al-Assads im Jahr 2024 weiter. | 1963–2012/2024 |
|  | Tuwinische Volksrepublik                                       | Marxismus-Leninismus, stark abhängig von der Sowjetunion, 1944 in die Sowjetunion eingegliedert | 1921–1944      |
|  | Demokratische Republik Vietnam Sozialistische Republik Vietnam | Marxismus-Leninismus (1945–1976) Marxismus-Leninismus (seit 1976) | seit 1945      |

## Ozeanien
|  | Staat            | Ideologie, Entwicklung | Existenzzeit |
|  | ---------------- | --- | ------------ |
|  | Republik Vanuatu | Premierminister Walter Lini führte das Land in die Unabhängigkeit und etablierte während seiner Amtszeit einen Melanesischen Sozialismus nach dem Vorbild des Ujamaa Julius’ Nyereres. Das Land stand als einziges in Ozeanien nicht für den Westen ein und trat der Bewegung Blockfreier Staaten bei. 1980 Annäherung an Libyen und Kuba, 1987 Wirtschaftshilfe durch die Sowjetunion, im Gegenzug dürfen sowjetische Boote im Hoheitsgebiet Vanuatus fischen. 1991 tritt Lini wegen wirtschaftlicher Probleme des Landes zurück. | 1980–1991    |

## Staaten mit begrenzter Anerkennung
|  | Staat                                                    | Ideologie, Entwicklung | Existenzdauer |
|  | -------------------------------------------------------- | --- | ------------- |
|  | Demokratische Arabische Republik Sahara (Westsahara)     | 1976 von der einzigen politischen Partei Westsaharas Frente Polisario ausgerufener, aber offiziell nicht anerkannter Staat; De-facto Regime                                         | seit 1976     |
|  | Autonome Administration von Nord- und Ostsyrien (Rojava) | Demokratischer Konföderalismus | seit 2013     |
|  | Wa-Staat                                                 | Gemäßigter „Birmanischer Sozialismus“; alleinig von der sozialistischen United Wa State Party regiert, die die gesamte Kontrolle über das Militär des Staates hat. De-facto Regime. | seit 1989     |
|  | Rebellisch-Zapatistische Autonome Gemeinden              | Demokratischer Sozialismus bzw. Neo-Zapatismus; von der Ejército Zapatista de Liberación Nacional in Chiapas, Mexiko ausgerufen; Region mit Selbstverwaltung bzw. de-facto-Regime   | seit 1994     |

## Kurzlebige sozialistische Staaten und staatsähnliche Gebilde
|  | Staat                                                 | Ideologie                                                                         | Existenzdauer         |
|  | ----------------------------------------------------- | --------------------------------------------------------------------------------- | --------------------- |
|  | Autonome Republik Aserbaidschan                       | Marxismus-Leninismus                                                              | 12.12.1945–12.12.1946 |
|  | Bessarabische Sozialistische Sowjetrepublik           | Leninismus                                                                        | 1919–1924             |
|  | Bremer Räterepublik                                   | Rätekommunismus                                                                   | 10.01.1919–09.02.1919 |
|  | Sozialistische Volksrepublik Buchara                  | Leninismus, 1925 in die Sowjetunion eingegliedert                                 | 1920–1924             |
|  | Chinesische Sowjetrepublik                            | Marxismus-Leninismus                                                              | 1931–1937             |
|  | Sowjetrepublik Donez-Kriwoi Rog                       | Leninismus                                                                        | 12.02.1918–19.03.1918 |
|  | Finnische Sozialistische Arbeiterrepublik             | Leninismus                                                                        | 29.01.1918–05.05.1918 |
|  | Demokratische Republik Georgien                       | Demokratischer Sozialismus (Menschewismus), 1921 in die Sowjetunion eingegliedert | 1918–1921             |
|  | Sozialistische Sowjetrepublik Iran                    | Rätekommunismus Leninismus                                                        | 1920–1921             |
|  | Lettische Sozialistische Sowjetrepublik               | Leninismus                                                                        | 17.02.1919–17.07.1919 |
|  | Litauisch-Weißrussische Sozialistische Sowjetrepublik | Leninismus                                                                        | 1918–1920             |
|  | Volksrepublik Mahabad                                 | Marxismus-Leninismus                                                              | 22.01.1946–16.12.1946 |
|  | Sowjetrepublik Mughan                                 | Leninismus                                                                        | 15.05.1919–06.1919    |
|  | Münchner Räterepublik                                 | Rätekommunismus                                                                   | 06.04.1919–03.05.1919 |
|  | Räterepublik Nargen                                   | Rätekommunismus                                                                   | 1917–1918             |
|  | Sowjetrepublik Odessa                                 | Rätekommunismus                                                                   | 18.01.1918–13.03.1918 |
|  | Pariser Kommune                                       | Rätekommunismus                                                                   | 18.03.1871–28.05.1871 |
|  | Slowakische Räterepublik                              | Rätekommunismus                                                                   | 16.06.1919–07.07.1919 |
|  | Transkaukasische Demokratisch-Föderative Republik     | Demokratischer Sozialismus (Menschewismus)                                        | 22.04.1918–28.05.1918 |
|  | Republik Ost-Turkestan                                | Marxismus-Leninismus                                                              | 1944–1949             |
|  | Ungarische Räterepublik                               | Rätekommunismus                                                                   | 21.03.1919–01.08.1919 |